# کادیلاک کاترا
کادیلاک کاترا (به انگلیسی: Cadillac Catera) خودرویی ۴در، ۵ سرنشین، دیفرانسیل‌عقب، و لوکس است که در سال‌های ۱۹۹۷ تا ۲۰۰۱ توسط کادیلاک و در یک نسل در بازار ایالات متحدهٔ آمریکا عرضه شد. این خودرو در اصل نسخهٔ بازنشانی‌شدهٔ اوپل امگا بی بود. کاترا در خط تولید اوپل واقع در روسلزهایم، آلمان تولید می‌شد و از پلت‌فرم جی‌ام وی استفاده می‌کرد. در طی ۵ سال عرضه ۹۵٬۰۰۰ دستگاه از این خودرو به فروش رسید.